# Reprezentacja Szwajcarii na Mistrzostwach Świata w Wioślarstwie 2009
Reprezentacja Szwajcarii na Mistrzostwach Świata w Wioślarstwie 2009 liczyła 10 sportowców. Najlepszym wynikiem było 1. miejsce w jedynce wagi lekkiej kobiet.

## Medale

### Złote medale
jedynka wagi lekkiej (LW1x): Pamela Weisshaupt

### Srebrne medale
Brak

### Brązowe medale
Brak

## Wyniki

### Konkurencje mężczyzn
- jedynka wagi lekkiej (LM1x): Frederic Hanselmann – 19. miejsce
- dwójka podwójna (M2x): Andre Vonarburg, Florian Stofer – 7. miejsce
- dwójka bez sternika wagi lekkiej (LM2-): Simon Niepmann, Oliver Angehrn – 9. miejsce
- czwórka bez sternika wagi lekkiej (LM4-): Patrick Joye, Lucas Tramer, Silvan Zehnder, Mario Gyr – 9. miejsce

### Konkurencje kobiet
- jedynka wagi lekkiej (LW1x): Pamela Weisshaupt – 1. miejsce